# Saint-Yzans-de-Médoc
Saint-Yzans-de-Médoc település Franciaországban, Gironde megyében. Lakosainak száma 344 fő (2022. január 1.). Saint-Yzans-de-Médoc Blaignan-Prignac, Couquèques, Ordonnac, Saint-Christoly-Médoc, Saint-Ciers-sur-Gironde, Saint-Seurin-de-Cadourne, Saint-Sorlin-de-Conac és Saint-Thomas-de-Conac községekkel határos.

## Népesség
A település népessége az elmúlt években az alábbi módon változott:
| Lakosok száma | 429  | 441  | 427  | 387  | 393  | 390  | 374  | 348  | 345  | 344  |
|               | 1968 | 1982 | 1990 | 2006 | 2013 | 2015 | 2017 | 2019 | 2020 | 2022 |